# Lindmania guianensis
Espèce
Classification phylogénétique
Synonymes
- Cottendorfia guianensis (Beer) Klotzsch ex Baker

Lindmania guianensis est une espèce de plante de la famille des Bromeliaceae.

## Synonymes
- Cottendorfia guianensis (Beer) Klotzsch ex Baker, 1889[1].

## Variétés
- Cottendorfia guianensis var. vestita L.B.Sm., 1961[2].

## Distribution
L'espèce se rencontre au Guyana et au Venezuela.